# Кралски дворец в Мадрид
Мадридският кралски дворец (на испански: Palacio Real de Madrid) е официалната резиденция на испанското кралско семейство в град Мадрид, въпреки че сега се използва само за държавни церемонии.
Дворецът е с площ от 135 000 квадратни метра (1 450 000 кв. фута), има 3448 стаи. Това е най-големият функциониращ кралски дворец и най-големият по площ в Европа.
Крал Фелипе VI и кралското семейство не пребивават в двореца, избирайки вместо това значително по-скромния дворец Заруела в покрайнините на Мадрид.
Дворецът е собственост на испанската държава и се управлява от Patrimonio Nacional, публична агенция на Министерството на президентството. Дворецът е разположен на Calle de Bailén („Street Bailén“) в западната част на центъра на Мадрид, източно от река Manzanares, и е достъпен от метростанцията Ópera. Няколко стаи в двореца редовно са отворени за обществеността, освен по време на държавни функции. Изисква се такса за вход от 13 евро, но някои дни е безплатна.
Дворецът е разположен на мястото на Алказар от ІХ век („крепостта от епохата на мюсюлманите“), близо до град Магерит, построен като аванпост от Мохамед I от Кордоба и наследен след 1036 г. от независимия мавритански Таифа от Толедо. След като Мадрид пада при крал Алфонсо VI от Кастилия през 1083 г., сградата се използва рядко от царете на Кастилия. През 1329 г. крал Алфсосо XI от Кастилия свиква за първи път мадридския кортеж. Крал Фелипе II преместил своя двор в Мадрид през 1561 г.
Старият Алкасар е построен на мястото през 16 век. След изгарянето му на 24 декември 1734 г. цар Фелипе V поръчва нов дворец, построен на същия обект. Строителството обхваща годините 1738 до 1755 г. и последва дизайн на Берниниеск от Филипо Джувара и Джовани Батиста Сачетти в сътрудничество с Вентура Родригес, Франческо Сабатини и Мартин Сармиенто. Крал Карлос III за първи път окупира новия дворец през 1764 г.
Последният монарх, който живееше непрекъснато в двореца, беше крал Алфонсо XIII, въпреки че Мануел Азаня, президент на Втората република, също го обитава, което го прави последният държавен глава, който го прави. През този период дворецът е бил известен като „Паласио Национал“. Все още има стая до Real Capilla, която е известна с името „Office of Azaña“.

## Галерия
- Кралският дворец и Кампо дел Моро
- Южната страна на кралския дворец
- Тронната зала на двореца
- Кралската оръжейна